# 麦特兰 (南澳州)
麦特兰（英语：Maitland），是位于澳洲南澳州约克半岛的镇，与同州首府之公路距离为168千米。

## 名字
现用地名“Maitland”取自“Lady Jean Maitland”（First Lord of Kilkerran之妻）的名，由1872年起用。该地之原住民语名称是“madu waltu”，意为白燧石。

## 地理
它建于山脊之上，可由此俯瞰“Spencer Gulf”及“Yorke Valley”；地政设计上模仿阿德莱德市，有很多公园和笔直街道。